# Staatsarchiv des Kantons Solothurn
Das Staatsarchiv Solothurn ist das zentrale Archiv der Verwaltung des Kantons Solothurn und seiner Rechtsvorgänger. Es ist eine selbständige Amtsstelle und gehört zur Staatskanzlei. Sein Sitz befindet sich in Solothurn.

## Aufgaben
Das Staatsarchiv verwahrt die dauerhaft archivwürdigen Unterlagen von Parlament, Regierung und Verwaltung des Kantons Solothurn. Hinzu kommen Unterlagen selbständiger Körperschaften, Anstalten des kantonalen öffentlichen Rechts und von natürlichen oder juristischen Personen, soweit sie öffentliche Aufgaben des Kantons erfüllen.
Damit leistet das Staatsarchiv einen Beitrag zur Transparenz und Überprüfbarkeit staatlichen Handelns. Es trägt zur Wahrung von Rechtsstaatlichkeit und Rechtssicherheit bei und unterstützt die Sicherung öffentlicher und privater Eigentumsrechte. Daneben ermöglicht es durch seine Tätigkeit die Aufarbeitung von Themen für Wissenschaft und Forschung.

## Dienstleistungen
Kantonale Behörden, welche dem Staatsarchiv Unterlagen abgegeben haben, können diese jederzeit wieder einsehen. Unter bestimmten Bedingungen ist auch eine Ausleihe möglich. Zusätzlich bietet das Staatsarchiv Kurse rund um das Thema Aktenmanagement an und berät kantonale Behörden bei Strukturierung und Verwaltung ihres Schriftgutes.
Privatpersonen haben ebenfalls die Möglichkeit, öffentliche Unterlagen einzusehen, sofern keine laufenden Ausschreibungen, Ermittlungsverfahren oder besonders schützenswerte persönliche Daten betroffen sind. Die Grundlage dafür bildet das Öffentlichkeitsprinzip. Dieses ist seit 2003 im kantonalen Informations- und Datenschutzgesetz (InfoDG) verankert. Archivalien können zur Einsichtnahme im Staatsarchiv bestellt und vor Ort im 20 Arbeitsplätze fassenden Lesesaal eingesehen werden. Dort befinden sich zahlreiche frei zugängliche Findmittel zu den Beständen des Staatsarchivs. Daneben bietet das Staatsarchiv eine Präsenzbibliothek mit gut 20'000 Titeln zur Geographie, Politik, Wirtschaft, Kultur und Geschichte des Kantons Solothurn.

## Bestände
Die Bestände des Staatsarchivs sind nach dem Provenienzprinzip, das heisst nach Herkunfts- und Entstehungszusammenhang, gegliedert. Sie umfassen rund 8500 Laufmeter. Das älteste Fragment eines Textes datiert auf Ende des 8. Jahrhunderts. Die älteste vollständig erhaltene Urkunde stammt aus dem Jahr 1147. Mengenmässig liegt der Schwerpunkt klar auf neuerem Verwaltungsschriftgut. Die Archivalienbestände sind folgendermassen gruppiert:
- Archive der Stadtrepublik Solothurn bis 1798
- Archive des helvetischen Kantons Solothurn 1798–1803
- Archive des Kantons Solothurn seit 1803
- Archiv des Kantonsrates
- Archiv des Regierungsrates
- Archive der Departemente und Amtsstellen der kantonalen Verwaltung
- Archive der kantonalen Gerichte
- Notariatsarchive
- Archive der aufgehobenen Stifte und Klöster
- Zivilstandsarchivalien
- Archive und Archivalien privater Herkunft

## Geschichte
Das Staatsarchiv entwickelte sich aus der Kanzlei des mittelalterlichen Stadtstaates Solothurn. Seit Beginn des 13. Jahrhunderts verwahrte sie Urkunden, in welchen verschiedene Herrscher der Stadt ihre Rechte verbrieften. Um die Mitte des 15. Jahrhunderts kamen erste Amtsbuchserien und die bis heute durchgehende Gerichtsüberlieferung hinzu. Über die damaligen Schreiber bestanden Verbindungen zum städtischen Kanzleiwesen im Allgäu und in Schwaben. Für das 16. Jahrhundert gibt es Hinweise auf einen weiteren Transfer von Kanzleiwissen aus Bern und Savoyen. Vergleichsweise spät erfolgte 1738 die Schaffung einer Registratorenstelle. Das Registraturprinzip wurde im 18. Jahrhundert jedoch nur teilweise übernommen, womit sich das Solothurner Kanzleiwesen dieser Zeit dem Westschweizer Raum zuordnen lässt. Die Helvetik brachte als Neuerung die Einstellung eines Archivars. Von 1832 bis 1835 amtete mit Franz Voitel (1773–1839) der erste hauptamtliche Staatsarchivar.  Nach dessen Ausscheiden leitete wie zuvor der jeweilige Staatsschreiber neben der Kanzlei das Archiv. Von 1861 bis zu seinem Tod stand Archiv und Kanzlei der schweizweit bekannte Historiker Josef Ignaz Amiet (1827–1895) vor. Von 1910 bis 1919 übte der ehemalige Theologe, Historiker und Archivar Adolf Lechner (1871–1945) dieses Doppelamt aus. Erst 1919 übernahm mit Johannes Kälin (1877–1957) wieder ein vollamtlicher Archivar die Leitung des Staatsarchivs.
1837 führte der damalige Staatsschreiber Franz Xaver Amiet (1786–1846) einen ersten Registraturplan für die kantonale Verwaltung ein. Weitere Registraturpläne folgten im Laufe des 19. und 20. Jahrhunderts. Ähnlich wie die Rubriken zur Einteilung der Verwaltungsgeschäfte zur Zeit des Ancien Régime dienten sie als Grundlage für die spätere Ablage des Schriftgutes im Staatsarchiv.

## Archivgebäude
Über Jahrhunderte war das Staatsarchiv im Rathaus untergebracht. 1969 erfolgte der Umzug in ein von Architekt Emil Dreier (1899–1973) entworfenes modernes Archivgebäude. Dieses befindet sich westlich der Altstadt an der Bielstrasse 41. In den Jahren 1991/92 fand unter Leitung des Architektur- und Planungsbüros Etter & Partner eine Magazinerweiterung statt. Räumlich stösst das Staatsarchiv zunehmend an seine Grenzen. Zugleich machen sich konzeptionelle Mängel der ursprünglichen Planung sowie Renovations- und Sanierungsbedarf an dem über 50 Jahre alten Gebäude bemerkbar.

### Publikationsreihen
- Veröffentlichungen des Solothurner Staatsarchivs, 1965 ff.
- Quellen zur solothurnischen Geschichte, 1952 ff.
- Rechnungen des Stiftes Schönenwerd, 1967–1997.